# Daniel Cohn-Bendit
Daniel Cohn-Bendit (Montauban, Tarn-et-Garonne, Francuska, 4. travnja 1945.) europski je političar.
Bio je vođa ljevice na demonstracijama 1968. Zatim postaje ekolog, pa zamjenik gradonačelnika Frankfurta na Maini, a sada je član Europskog parlamenta.
Daniel Cohn-Bendit rođen je u Francuskoj u koju su se roditelji odselili jer su bili njemačko-židovskog podrijetla (otac je bio Nijemac, majka Francuskinja). Cohn-Bendit je bio apatrid (bez državljanstva) sve do svoje 18. godine kada postaje državljanin Savezne Republike Njemačke da bi izbjegao služenje vojnog roka u Francuskoj, ali nastavlja živjeti u Francuskoj.
Bio je član Fédération Anarchiste koju kolektivno napušta 1967. i, zajedno s Groupe anarchiste de Nanterre, pridružuje se Noir Et Rouge.
Bio je jedna od vodećih osoba svibanjskih demonstracija 1968., na Sveučilištima Nanterre i Sorbonne, što je bio prvi već val radikalnosti lijevo orijentiranih krajem 60-ih. Sudjelovanje u demonstracijama dovelo je do progona s francuskog teritorija, sa zabranom ulaska, koja je vrijedila do 1978. Tijekom tih godina Cohn-Bendit živio je u Njemačkoj i bio je politički neaktivan.
1981. prekinuo je s anarhizmom kada je podržavao komičara Coluchea u francuskoj izbornoj kampanji. Godine 1986. i službeno se odriče revolucionarne perspektive kroz knjigu Nous l'avons tant aimé, la Révolution (Mi koji smo toliko voljeli Revoluciju). 
On će poslije upravo sam utjelovljivati ono čega su se studenti u Parizu pokušavali riješiti 1968. Čak i kao član njemačke stranke zelenih, činio je stvari koje nisu bile u duhu s pacifističkim tradicijama. Podržao je bombardiranje SRJ-a, a od tada je Stranka zelenih Njemačke glasovala još nekoliko puta za vojne akcije.
1994. Cohn-Bendit postaje njemački predstavnik u Europskom parlamentu, kao zastupnik ekologista. Godine 1999. izabran je kao francuski predstavnik, 2004. kao njemački, a 2009. ponovno kao francuski zastupnik. 
Od 2002. je supredsjedatelj Europarlamentarne skupine: Skupine zelenih/Europska slobodna alijansa. Godine 2004. postaje glasnogovornik europske stranke zelenih. I u današnjem EU Parlament (2009.–2014.) zastupnik je na glasnogovorničkim konferencijama, kao i u Odboru za proračun.

Cohn-Bendit podržava ideju jedne federalne europske države.

## Vanjske poveznice
- Daniel Cohn-Bendits - Službena stranica  Arhivirana inačica izvorne stranice od 18. srpnja 2011. (Wayback Machine)